# Victims of Circumstance
Victims of Circumstance è il tredicesimo album della band rock britannica Barclay James Harvest, pubblicato nel 1984.

## Formazione
- John Lees / voce, chitarra
- Les Holroyd / voce, basso, chitarra, tastiera
- Mel Pritchard / batteria
- Bias Boshell / tastiera
- Frank Ricotti / percussioni
- The David Kate Strings
- Pip Williams / arrangiamenti orchestrali

## Tracce
1. Sideshow – 4:56
2. Hold On – 4:26
3. Rebel Woman – 4:23
4. Say You'll Stay – 3:55
5. For Your Love – 5:31
6. Victims Of Circumstance – 6:01
7. Inside My Nightmare – 4:32
8. Watching You – 4:36
9. I've Got A Feeling – 6:03